# Landesamt für Umwelt (Schleswig-Holstein)
Das Landesamt für Umwelt (LfU) ist eine Landesoberbehörde in Schleswig-Holstein, die Aufgaben im Bereich der Umwelt erfüllt. Bis zum 1. Januar 2023 wurden die Aufgaben des LfU im Landesamt für Landwirtschaft, Umwelt und ländliche Räume wahrgenommen, welches dann in das LfU sowie das  Landesamt für Landwirtschaft und nachhaltige Landentwicklung (LLnL) umgegliedert wurde.
Das LfU gehört zum Geschäftsbereich des Ministeriums für Energiewende, Klimaschutz, Umwelt und Natur des Landes Schleswig-Holstein (MEKUN SH).
Seinen Sitz hat das LfU in Flintbek, zudem gibt es Außenstellen in Flensburg, Itzehoe und Lübeck. Im Bereich Naturschutz werden sieben Integrierte Stationen in Beltringharder Koog, Bergenhusen, Eutin, Garding, Haseldorf, Mölln und Nieby betrieben.

## Aufgaben
Das LfU nimmt Aufgaben aus den Bereichen Gewässer, Naturschutz, Geologie und Behorden sowie dem Technischen Umweltschutz wahr.
Gemäß der Landesverordnung über die Errichtung eines Landesamtes für Umwelt sind dies insbesondere:
- Aufgaben für die Erarbeitung und Bereitstellung von ökologischen und technisch-naturwissenschaftlichen Grundlagen des Natur- und Umweltschutzes sowie der angewandten Vogelschutzforschung, des Bodenschutzes und des geologischen Untergrunds,
- Planung und Umsetzung von Maßnahmen des Naturschutzes und der Landschaftspflege mit überregionaler Bedeutung oder von Maßnahmen im landesweiten Interesse,
- Erarbeitung fachlicher Grundlagen im Rahmen der Liegenschaftsverwaltung für ökologisch bedeutsame unbebaute Liegenschaften des Landes,
- Mitwirkung an gewässerschutzrelevanten Planungen der Wasserwirtschaft mit Naturschutzbezug,
- im Bereich der Wasserwirtschaft insbesondere für die Ermittlung und Entwicklung der technischen und naturwissenschaftlichen Grundlagen für die Ordnung des Wasserhaushaltes sowie gemeinsam mit den Küstenschutzbehörden für den gewässerkundlichen Mess- und Beobachtungsdienst
- für die Wahrnehmung übergeordneter wissenschaftlicher Aufgaben des Bodenschutzes, der Altlastenbearbeitung und der entsprechenden Beratung anderer Behörden,
- für die Wahrnehmung der Aufgaben der geologischen Landesaufnahme sowie übergeordneter fachlicher Aufgaben zu geologischen, hydrogeologischen und rohstoffwirtschaftlichen Fragestellungen und der entsprechenden Beratung anderer Behörden,
- für Aufgaben des Technischen Umweltschutzes.

Das Landesamt unterstützt dabei das ihr übergeordnete Ministerium bei der Aufgabenwahrnehmung, z. B. in Form von Fachbeiträgen, Stellungnahmen und der Mitarbeit.